# Sportler des Jahres 1949 (Deutschland)
Die besten deutschen Sportler des Jahres wurden 1949 zum dritten Mal ausgezeichnet. Organisiert wurde die Wahl von der Internationalen Sport-Korrespondenz (ISK). Es wurde diesmal explizit nach dem „erfolgreichsten“ Sportler gefragt. Auch nach Gründung der Bundesrepublik und der Deutschen Demokratischen Republik nahmen Journalisten aus allen vier „Zonen“ teil, insgesamt 188. Jeder konnte 15 Stimmen abgeben: fünf für den besten Sportler, vier für den zweitbesten, drei für den drittbesten, zwei für den viertbesten und einen für den fünftbesten.
Es gewann der Motorsportler Georg Meier. Eine getrennte Wertung von Sportlerinnen und Sportlern gab es nicht. Beste Sportlerin war die Leichtathletin Lena Stumpf auf Rang drei.

## Rangliste
|     | Sportler/Sportlerin       | Sportart       | Punkte | Erfolge 1949                                           |
| --- | ------------------------- | -------------- | ------ | ------------------------------------------------------ |
| 1.  | Georg Meier               | Motorradsport  | 500    | Deutscher Meister 500 cm³                              |
| 2.  | Herbert Klein             | Schwimmen      | 409    |                                                        |
| 3.  | Lena Stumpf               | Leichtathletik | 340    | Deutsche Meisterin Fünfkampf, 4-mal-100-Meter-Staffel  |
| 4.  | Gottfried von Cramm       | Tennis         | 335    | Sieger Internationale Deutsche Meisterschaften         |
| 5.  | Walter Lohmann            | Radsport       | 238    | Deutscher Profimeister Meister Steherrennen            |
| 6.  | Otto Eitel                | Leichtathletik | 220    | Deutscher Meister 5000- u. 10.000-Meter-Lauf, Waldlauf |
| 7.  | Fritz Walter              | Fußball        | 186    |                                                        |
| 8.  | Sepp Weiler               | Skispringen    | 148    | gewann in der Saison 1948/49 35 Wettkämpfe             |
| 9.  | Elfriede Brunemann        | Leichtathletik | 084    | Deutsche Meisterin Weitsprung                          |
| 10. | Hein ten Hoff             | Boxen          | 082    | Deutscher Profimeister Schwergewicht                   |
| 11. | Annemarie Buchner-Fischer | Ski Alpin      | 065    | Deutsche Meisterin Abfahrt u. Kombination              |
| 12. | Hans Stretz               | Boxen          | 049    | Deutscher Profimeister Mittelgewicht                   |

## Quelle
- Erfolgreichste deutsche Sportler 1949, Mitteilung 156/49 der ISK vom 2. Dezember 1949.